# Хеландер, Филип
Филип Виктор Хеландер (швед. Filip Viktor Helander; 22 апреля 1993, Мальмё, Швеция) — шведский футболист, защитник клуба «Рейнджерс» и сборной Швеции. Участник чемпионата мира 2018 года.

## Клубная карьера

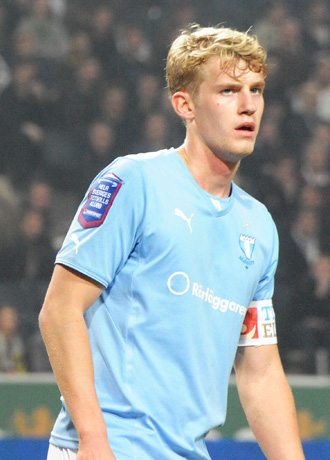
Хеландер в составе «Мальмё»

Хеландер — воспитанник клуба «Мальмё» из своего родного города. 8 сентября 2011 года в матче против «Ефле» он дебютировал в Алсвенскан лиге. В 2013 году Филип стал чемпионом страны и обладателем Суперкубка Швеции. 23 августа 2014 года в поединке против «Норрчёпинга» Хеландер забил свой первый гол за «Мальмё». В 2014 году Халандер во второй раз стал чемпионом Швеции.
Летом 2015 года Филип перешёл в итальянский «Эллас Верона». В сентябре в матче против «Интера» он дебютировал в итальянской Серии А. 27 сентября в поединке против римского «Лацио» Хеландер забил свой первый гол за «Верону».
По окончании сезона он присоединился к «Болонье». 16 октября 2016 года в матче против «Лацио» Филип дебютировал за новый клуб. В этом же поединке Хеландер забил свой первый гол за «Болонью».

## Карьера в сборной
В 2015 году в составе молодёжной сборной Швеции Филип выиграл молодёжный чемпионат Европы в Чехии. На турнире он сыграл в матчах против сборных Дании, Италии, Англии и дважды Португалии.
28 марта 2017 года в товарищеском матче против сборной Португалии Хеландер дебютировал за сборную Швеции.
В 2018 году Хеландер принял участие в чемпионате мира в России. На турнире он был запасным и на поле не вышел.

## Достижения
«Мальмё»
- Чемпион Швеции (2): 2013, 2014
- Обладатель Суперкубка Швеции: 2013

«Рейнджерс»
- Чемпион Шотландии: 2020/21

Сборная Швеции (до 21)
- Молодёжный чемпионат Европы: 2015